# Moneta okolicznościowa

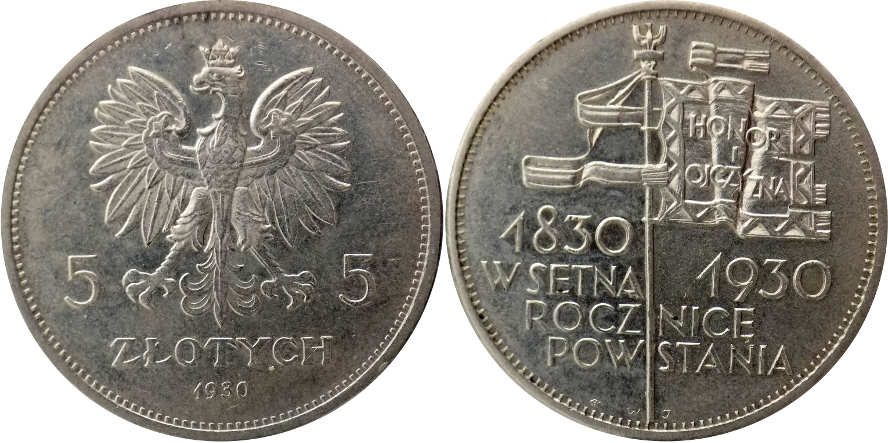
Pierwsza moneta obiegowa z wizerunkiem okolicznościowym II RP

Moneta okolicznościowa – moneta upamiętniająca ważne wydarzenia, postaci i rocznice historyczne związane m.in. ze światem sztuki, kultury, nauki, przyrody i sportu. W zależności od sposobu wprowadzania do obrotu, monety okolicznościowe dzielą się na:
- monety obiegowe z wizerunkiem okolicznościowym[1] (nazywane również monetami obiegowymi okolicznościowymi) – wprowadzane do obiegu po wartości nominalnej,
- monety kolekcjonerskie – wprowadzane do obrotu po cenie wyższej niż ich nominał, najczęściej wykonane z metali szlachetnych, bite specjalnym stemplem.

W języku codziennym wśród kolekcjonerów często korzysta się z zawężonego znaczenia tego pojęcia, gdzie monety obiegowe z wizerunkiem okolicznościowym nazwa się po prostu monetami okolicznościowymi, dla których autorzy opracowań katalogowych z trzeciego dziesięciolecia XXI w. używają także określenia monety pamiątkowe. 
Z formalnego punku widzenia wszystkie te monety są prawnym środkiem płatniczym w Polsce, a ich siła nabywcza jednoznacznie określona jest nominałem umieszczonym na monecie.